# Осотник
Осотник (Ptilostemon) — рід рослин триби Cardueae родини Asteraceae.

## Види
До роду Ptilostemon належать такі види:
- Ptilostemon abylensis — Марокко
- Ptilostemon afer — Туреччина, Балканський півострів
- Ptilostemon casabonae — Франція, Італія
- Ptilostemon chamaepeuce — східне Середземномор'я[6]
- Ptilostemon diacantha — Туреччина, Сирія, Ліван
- Ptilostemon dyricola — Марокко
- Ptilostemon echinocephalus — Крим, Туреччина, Грузія
- Ptilostemon gnaphaloides — France, Italy, Greece, Turkey, Libya
- Ptilostemon greuteri Raimondo, F. M. & Domina, G. — Сицилія[7]
- Ptilostemon hispanicus — Іспанія
- Ptilostemon leptophyllus — Марокко
- Ptilostemon niveus — Італія
- Ptilostemon rhiphaeus — Марокко, Алжир
- Ptilostemon stellatus — Франція, Італія, Греція, Албанія, Хорватія, Чорногорія
- Ptilostemon strictus — Італія, Греція, Балканський півострів